# Livre aux sept sceaux

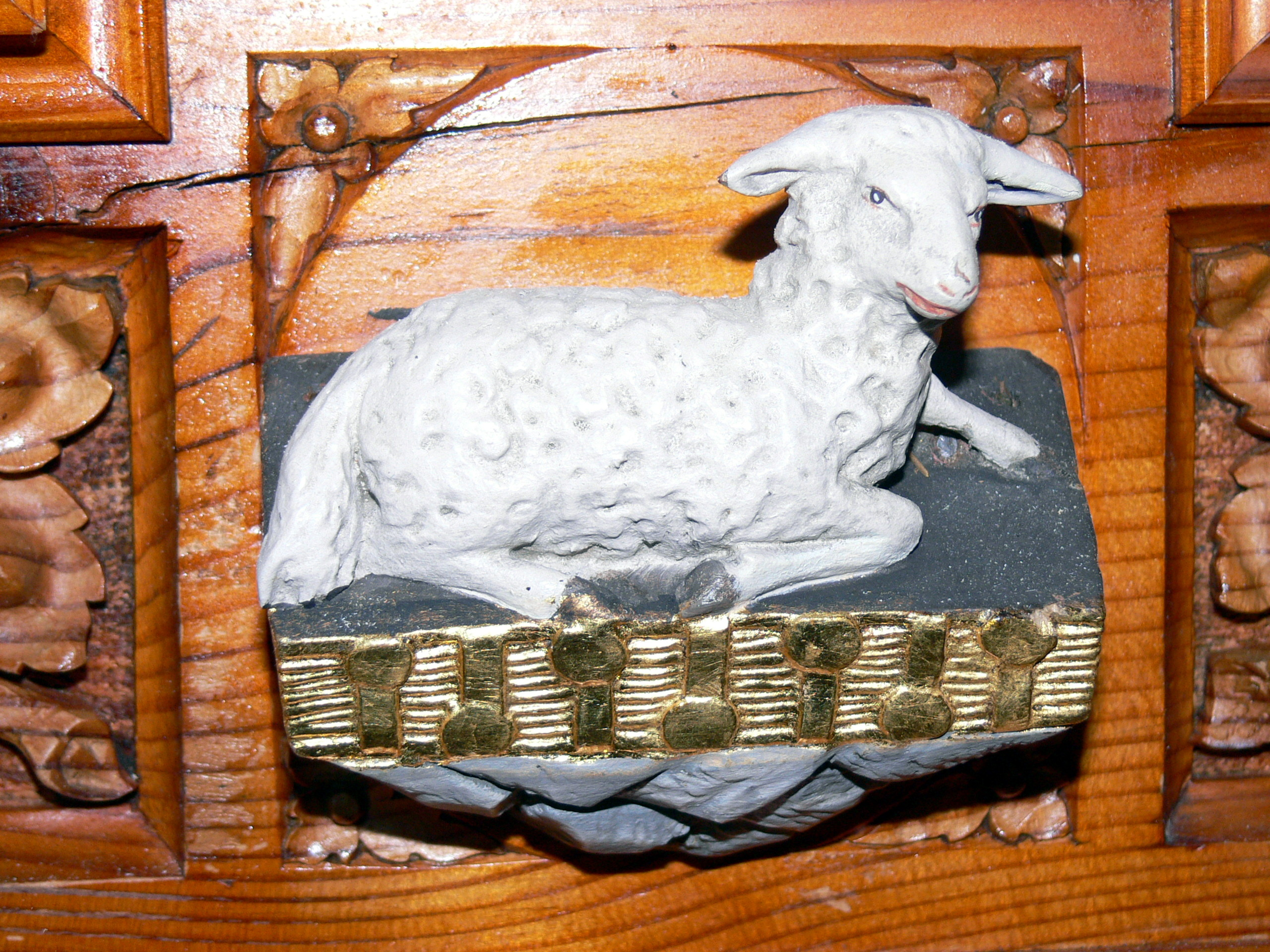
Église paroissiale de Saint Oswald, pupitre.

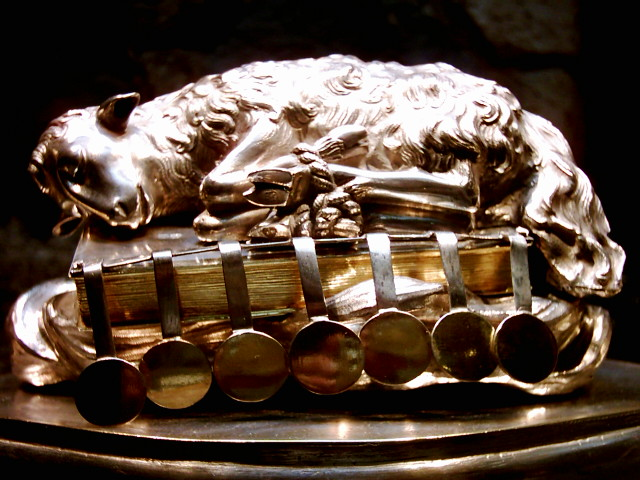
Johann Heinrich Rohr(1775), Agneau de l'Apocalypse

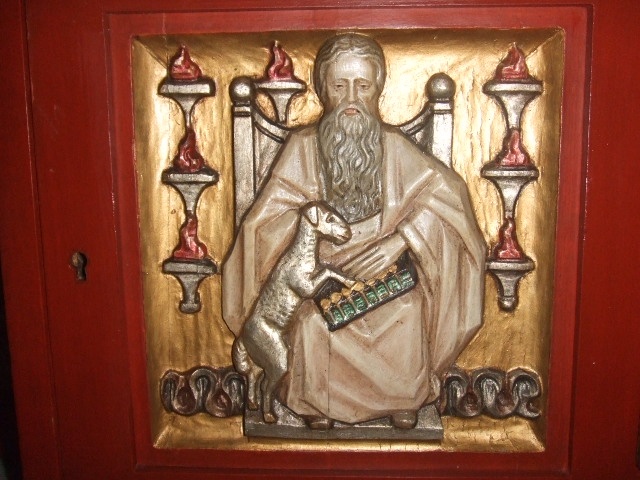
L'Agneau prenant le Livre - Autel de l'église de Neufra

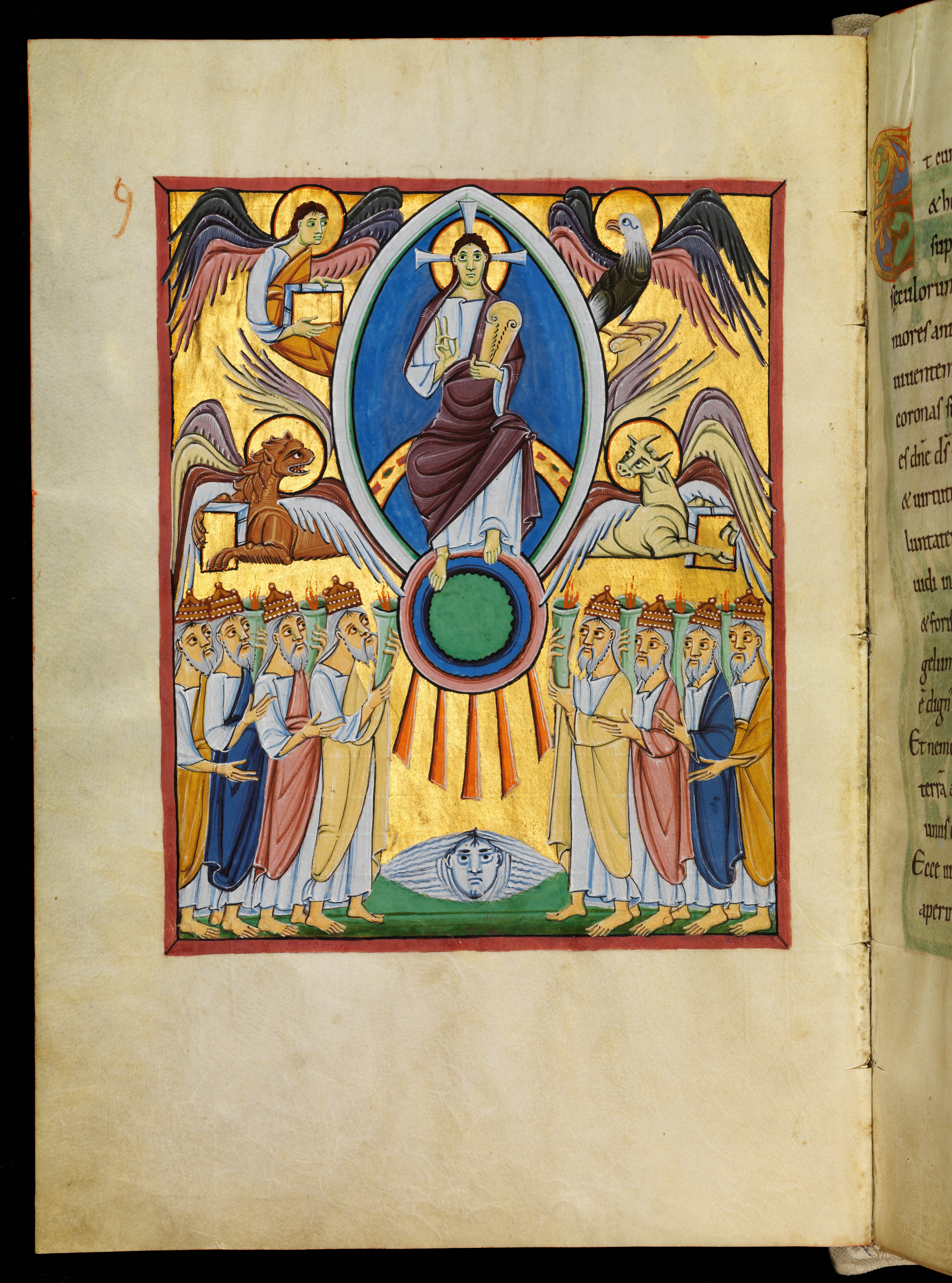
Apocalypse de Bamberg

Le Livre aux Sept Sceaux, ou Livre des Sept Sceaux, est un thème majeur du livre de l'Apocalypse, qui conclut les livres de la Bible. 
C'est aussi un thème très présent dans l'iconographie chrétienne.

## Les Sept Sceaux
Sur la signification et les interprétations détaillées, voir le Livre de Apocalypse chapitre 5.
Dans sa vision de l'Apocalypse, saint Jean relate une vision où il aperçoit, dans la main droite de Celui qui siège sur le trône, un livre roulé, écrit devant et derrière (c'est-à-dire au recto et au verso), qui est scellé de sept sceaux. Ap 5,1.  Puis il voit comme un Agneau égorgé, qui s'en vint prendre le livre dans la main droite de Celui qui siège sur le trône. Ap 5, 6-7
L'Agneau ouvre successivement les sept sceaux, ce qui provoque chaque fois une nouvelle vision :
- le premier sceau fait apparaître le Premier Cavalier de l'Apocalypse, monté sur un cheval blanc qui représente la conquête ;
- le deuxième sceau, le Deuxième Cavalier, montant un cheval rouge (ou roux) qui représente la guerre ;
- le troisième sceau, le Troisième Cavalier, sur un cheval noir qui représente la famine ;
- le quatrième sceau, le Quatrième Cavalier, sur un cheval verdâtre qui représente la mort par l'épée, la famine, ou la peste, est une sorte de synthèse des autres cavaliers ;
- le cinquième sceau fait apparaître les âmes de tous les martyrs de tous les temps, martyrisés pour la Parole de Dieu ;
- le sixième sceau annonce de grands cataclysmes accompagnant la fin du monde : tremblements de terre, le soleil devenant noir, la lune rouge, les étoiles tombantes (qui peuvent représenter la chute d'élus qui ne persévèrent pas dans la vraie Foi) ;
- le septième sceau marque un Grand Silence "d'une demi-heure environ". Puis sept Anges se tiennent devant Dieu, à qui sept trompettes sont données. Un autre Ange vient, tenant un encensoir : il le remplit du feu de l'autel, et le jette sur la Terre.

## Représentations iconographiques
Comparativement aux multiples thèmes iconographiques de l'Apocalypse (les Quatre Cavaliers, Les Sept Chandeliers, les Sept Trompettes, la Bête, le Faux Prophète, etc.), ce thème du livre est omniprésent, associé ou non à celui de l'Agneau Mystique, mais il est rarement un thème isolé.
Le livre est représenté soit comme un livre actuel relié, soit comme le livre antique, tel que le décrit saint Jean, à savoir un rouleau de parchemin ou de papyrus (volumen). Les sept sceaux pendent sur des rubans disposés parallèlement, tout le long du rouleau ou de la tranche du livre. Le rouleau peut être à moitié déroulé, formant deux enroulements (Apocalypse de Bamberg). 
Au-delà des considérations matérielles liées à l'époque, le choix du codex ou du volumen, en particulier à l'époque romane où ces deux formes de livre coexistent, n'est pas dépourvu de signification. Dans les innombrables enluminures illustrant l'Apocalypse, le volumen, ou rouleau, représente le cercle, il est fermé par essence, que ce soit avec ou sans les sceaux. Il est le symbole d'un monde qui reste scellé, indéchiffrable, incomplètement manifesté. Au contraire le codex, ramené à un carré parfait, presque abstrait dans la représentation, est le livre de la Révélation apportée aux hommes : on passe de la forme roulée, spiralée, à la forme carrée, déployée et en extension. Même si le livre fermé est, à des époques plus tardives, représenté par un rouleau fermé par les sept sceaux, il est presque toujours représenté comme un codex ouvert après la rupture des sceaux.
L'Agneau Mystique égorgé, représentant le Christ et son sacrifice sur la croix, est généralement représenté couché sur le Livre aux Sept Sceaux. Dans la sculpture romane consacrée à l'Apocalypse , le Christ Pantocrator (Tout-Puissant) tient dans sa main le Livre, avec ou sans les sept sceaux apparents (par exemple, au tympan de Saint-Pierre de Moissac). D'autres représentations montrent Celui qui siège sur le trône, tenant le Livre, l'Agneau venant s'appuyer sur son genou pour y prendre le livre.

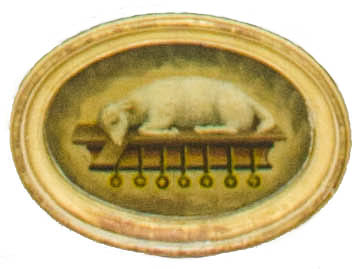
Chapelle des Capucins de Valence
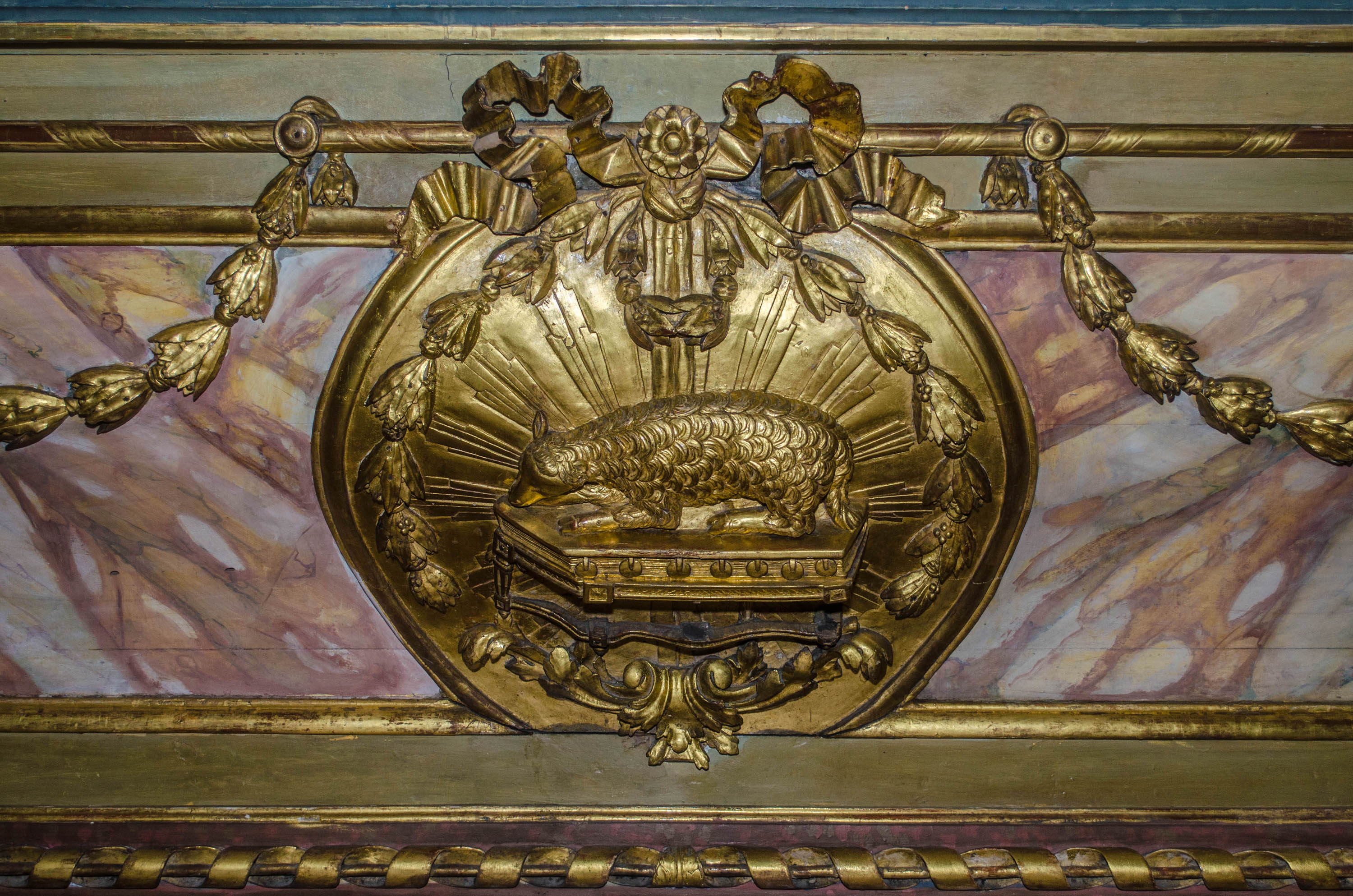
Devant d’autel XVIIIe s., cathédrale Saint-Apollinaire, Valence

Trois représentations de l’Agneau couché sur le Livre aux Sept Sceaux peuvent se voir à Valence (Drôme) : dans la cathédrale Saint-Apollinaire, un médaillon sculpté sur un devant d’autel, une peinture sur l’entablement du retable de la Céne (XVIIe s.) ; et dans la chapelle des Capucins, une peinture sur un devant d’autel à la Vierge Marie (XVIIe s.). Il est très probable que les auteurs des deux autels peints ne soient qu’une seule et même personne.